# Futbol'nyj Klub Zvezda Irkutsk
Lo Zvezda Irkutsk, ufficialmente Futbol'nyj Klub Zvezda Irkutsk' (in russo Футбольный клуб Звезда Иркутск?), è stata una società calcistica russa con sede a Irkutsk.

## Storia

### Unione Sovietica
Fondata nel 1957 col nome di Ėnergija, nello stesso anno partecipò alla Klass B, seconda serie del Campionato sovietico di calcio. Nel 1960 cambiò nome in Mašinostroitel' e tra il 1961 e il 1968 fu noto come Angara. Rimase in Klass B fino al termine della stagione 1962, quando, con la riforma dei campionati sovietici, la stessa divenne terza serie e la squadra retrocesse. Ritrovò la seconda serie (nota come Vtoraja Gruppa A) al termine della stagione 1967, quando, nonostante fu eliminato nelle semifinali dei play-off, fu ripescata.
Nel 1969 cambiò nome in Aėroflot; al termine della stessa stagione la riforma dei campionati sovietici portò il club ad una nuova retrocessione, con la Vtoraja Gruppa A che divenne terza serie. Rimase in tale categoria (rinominata Vtoraja Liga fin dal 1970) fino all'ultima stagione del campionato sovietico nel 1991. Da segnalare altri due cambi di denominazione: nel 1974 fu chiamata Aviator e due anni più tardi Zvezda.

### Russia
Con la fine dell'Unione Sovietica e la nascita del campionato russo di calcio fu collocato in Pervaja Liga, la seconda serie, cambiando nome in Zvezda-Junis-Sib; dal 1994 tornò a chiamarsi Zvezda. Nel 1995 sfiorò la promozione, arrivando a quattro punti dal terzo posto occupato dallo Zenit, promosso; l'anno seguente, però, la squadra finì addirittura ventesima, retrocedendo.
Rimase in terza serie per dieci stagioni, fino al 2006 quando vinse il girone Est di Vtoroj divizion e tornò in Pervyj divizion; nello stesso anno vinse anche la Kubok PFL, coppa dedicata ai vincitori dei gironi di terza serie. Dopo due anni in seconda serie la squadra finì ultima nel 2008 e, per problemi finanziari, il club si sciolse.

## Palmarès

### Competizioni nazionali
- Pervenstvo Professional'noj Futbol'noj Ligi: 1

2006 (Girone Est)
- Kubok PFL: 1

2006

## Statistiche e record

### Partecipazione ai campionati

#### Unione Sovietica
| Livello | Categoria        | Partecipazioni | Debutto | Ultima stagione | Totale |
| ------- | ---------------- | -------------- | ------- | --------------- | ------ |
| 2º      | Klass B          | 6              | 1957    | 1962            | 8      |
| 2º      | Vtoraja Gruppa A | 2              | 1968    | 1969            | 8      |
| 3º      | Klass B          | 5              | 1963    | 1967            | 27     |
| 3º      | Vtoraja Gruppa A | 1              | 1970    | 1970            | 27     |
| 3º      | Vtoraja Liga     | 21             | 1971    | 1991            | 27     |

#### Russia
| Livello | Categoria       | Partecipazioni | Debutto | Ultima stagione | Totale |
| ------- | --------------- | -------------- | ------- | --------------- | ------ |
| 2º      | Pervaja Liga    | 4              | 1992    | 1996            | 6      |
| 2º      | Pervyj divizion | 2              | 2007    | 2008            | 6      |
| 3º      | Vtoraja liga    | 1              | 1997    | 1997            | 10     |
| 3º      | Vtoroj divizion | 9              | 1998    | 2006            | 10     |